# Aeroportul Internațional Harry Reid
Harry Reid International Airport (IATA: LAS, ICAO: KLAS, FAA LID: LAS) este un aeroport internațional din Paradise, Nevada și este principalul aeroport de uz public și militar în Las Vegas Valley, o zonă metropolitană din statul american Nevada, la aproximativ 5 km (8,0 km) sud de Downtown Las Vegas. Aeroportul este deținut de Comitatul Clark și operat de Clark County Department of Aviation. Până în 2021 a fost numit după senatorul american Pat McCarran, membru al Partidului Democrat, care a contribuit la dezvoltarea aviației atât la Las Vegas, cât și la scară națională. LAS acoperă 2.800 acri (11.3 km2) de teren.
Aeroportul a fost construit în 1942 și a fost deschis pentru zboruri ale companiei aeriene în 1948. S-a extins de atunci și a folosit diverse tehnologii inovatoare, precum facilități de uz comun. Aeroportul are patru piste și două terminale de pasageri. La est de terminalele de pasageri se află Marnell Air Cargo Center, iar pe partea de vest a aeroportului se află operatori cu baze fixe și companii de elicoptere.
Aeroportul are zboruri non-stop către orașe din America de Nord, Europa și Asia. Este o bază de operare pentru Allegiant Air și un echipaj și o bază de întreținere pentru Frontier Airlines, Southwest Airlines și Spirit Airlines.

## Legături externe
- Site web oficial
- FAA Airport Diagram (PDF), effective martie 20, 2025
- FAA Terminal Procedures for LAS, effective martie 20, 2025
- Howard W. Cannon Aviation Museum Arhivat în 6 mai 2013, la Wayback Machine.  — Official site
- Jeppesen airport diagrams for 1955 and 1966
- Resurse pentru acest aeroport:
  - AirNav informații aeroport pentru KLAS
  - ASN istoric de accidente pentru LAS
  - FlightAware informații aeroport și tracker de zbor în direct
  - NOAA/NWS observații meteo: current, past three days
  - SkyVector diagrama aeronautică pentru KLAS
  - FAA current LAS informații de întârziere